# Mesto zločina
Mesto zločina je lokacija gde se dogodio nezakonsko delo, i sastoji se od oblasti sa koje je najveći deo fizičke evidencije preuzet od strane osoblja obučenog za sprovođenje zakona, istražitelja zločina, i u pojedinim okolnostima forenzičkih naučnika.

## Sakupljanje dokaza
Mesto zločina je lokacija gde su dokazi kriminalnog dela nađeni. Ta lokacija ne mora da bude mesto gde je kriminal počinjen. Može da postoji primarno, sekundarno, a često i tercijarno mesto zločina. Na primer, policija može da pretraži kuću osumljičenog. Mada se zločini nije odvio na toj lokaciji, evidencija kriminala se možda može naći na njoj. Slično tome u slučaju kidnapovanja primarna lokacija je mesto kidnapovanja, vozilo korišćeno za transport je sekundarna, mesto drugog zločina (npr. ubistva) je tercijarna, itd.

## Spoljašnje veze
- (језик: енглески)
- Asocijacija za rekonstrukciju mesta zločina (језик: енглески)